# David Mackay
David Mackay (Eastbourne, Sussex, Reino Unido; 25 de diciembre de 1933 - Barcelona, España; 12 de noviembre de 2014) fue un arquitecto británico. Socio de MBM Arquitectes, entre sus trabajos destaca la Villa Olímpica de Barcelona.

## Biografía
Tras titularse en Londres en 1959, fijó su residencia en Barcelona, donde en 1962 se asoció con los arquitectos Oriol Bohigas y Josep Maria Martorell en MBM Arquitectes. Con este estudio realizó múltiples proyectos, entre los más relevantes las Escuelas Garbí (1965) y Thau de Barcelona (1972-1974), el edificio de viviendas de la Kochstrasse de Berlín (1985-1992), la Villa Olímpica y el Puerto Olímpico de Barcelona (1985-1992), el edificio de oficinas Palau Nuevo de la Rambla en Barcelona (1989-1993), la Universidad Pompeu Fabra en Barcelona (1995-2001), la escuela Vila Olímpica en Barcelona (1996-1999), la ampliación de El Corte Inglés de la plaza de Cataluña de Barcelona (2004) y el Museo del Diseño de Barcelona (2013). Uno de sus últimos trabajos fue el proyecto A vision for Plymouth para la renovación de la ciudad inglesa de Plymouth.
Alternó la tarea profesional con la docencia en universidades españolas y extranjeras. Mackay fue profesor invitado en la Escuela Técnica Superior de Arquitectura de Barcelona, la Universidad Washington en San Luis, la Milwaukee University y la London School of Economics, y doctor Honoris Causa en Artes por la Plymouth University en 2004. Mackay era miembro honorífico del Bund Deustcher Architekten, del Royal Institute of the Architects of Ireland y del Royal Incorporation of the Architects in Scotland. Interesado en la historia de la arquitectura, especialmente la catalana, publicó numerosos libros y ensayos.
Era una persona con inquietudes sociales; era colaborador de Amnistía Internacional desde el 1967, cuando la entidad todavía no estaba legalizada en España. Con la llegada de la democracia, participó en el proceso de legalización de la Sección española de Amnistía Internacional (1978).

## Publicaciones
- Contradictions in Living Environement (1971)
- Wohnungsbau im Wandel (1977)
- The Modern House (1984)
- Modern Architecture in Barcelona (1985)
- Català de retruc (2005)
- Life and Cities, An Architectural Authobiography (2009)